# Pèl de bou
El pèl de bou, també anomenat pèl de ca o poa anual (Poa annua), és una espècie del gènere Poa molt estesa en els prats de climes temperats. Com el seu nom indica és una planta de cicle anual (però amb alguna subespècie perenne). Probablement és un híbrid entre les espècies Poa supina i Poa infirma.

## Descripció
Fa entre 15–25 cm d'alt. La panícula està oberta i de forma triangular d'uns 7.5 cm de llarg. La lígula és punxeguda i platejada cosa que la distingeix de la Poa pratensis, i de Poa trivialis. Les fulles tenen les vores finament serrades. Floreix tot l'any excepte en hiverns severs. Creix ràpidament des de la germinació de les llavors i ja floreix sis setmanes després.

## Distribució
Es comporta com una mala herba comuna a Amèrica del Nord, on rep el nom d'annual bluegrass. Forma part de les mescles de gespa, però en molts lloc la substitueix l'herba del gènere Agrostis. Al Regne Unit es considera una espècia al·lòctona amb risc d'esdevenir invasora. Als Països Catalans és comuna a tot arreu, i se'n troben tres subespècies:
- Poa annua annua: la més comuna i estesa a tot el territori fins als 1675 m d'altura. Es troba en vores de camins i llocs ruderals, i també en alguns conreus (vinyes i fruiterars).[8] Floreix tot l'any.[3]
- Poa annua exilis: molt menys comuna, es troba en alguns llocs de terra baixa, també en vores de camins i llocs ruderals. Floreix a la primavera.[3]
- Poa annua supina: és comuna en jaces i llocs trepitjats d'alta muntanya (1500-2550 m). A diferència de les altres subespècies autòctones, és un hemicriptòfit (o sigui, té parts subterrànies perennes).[3]

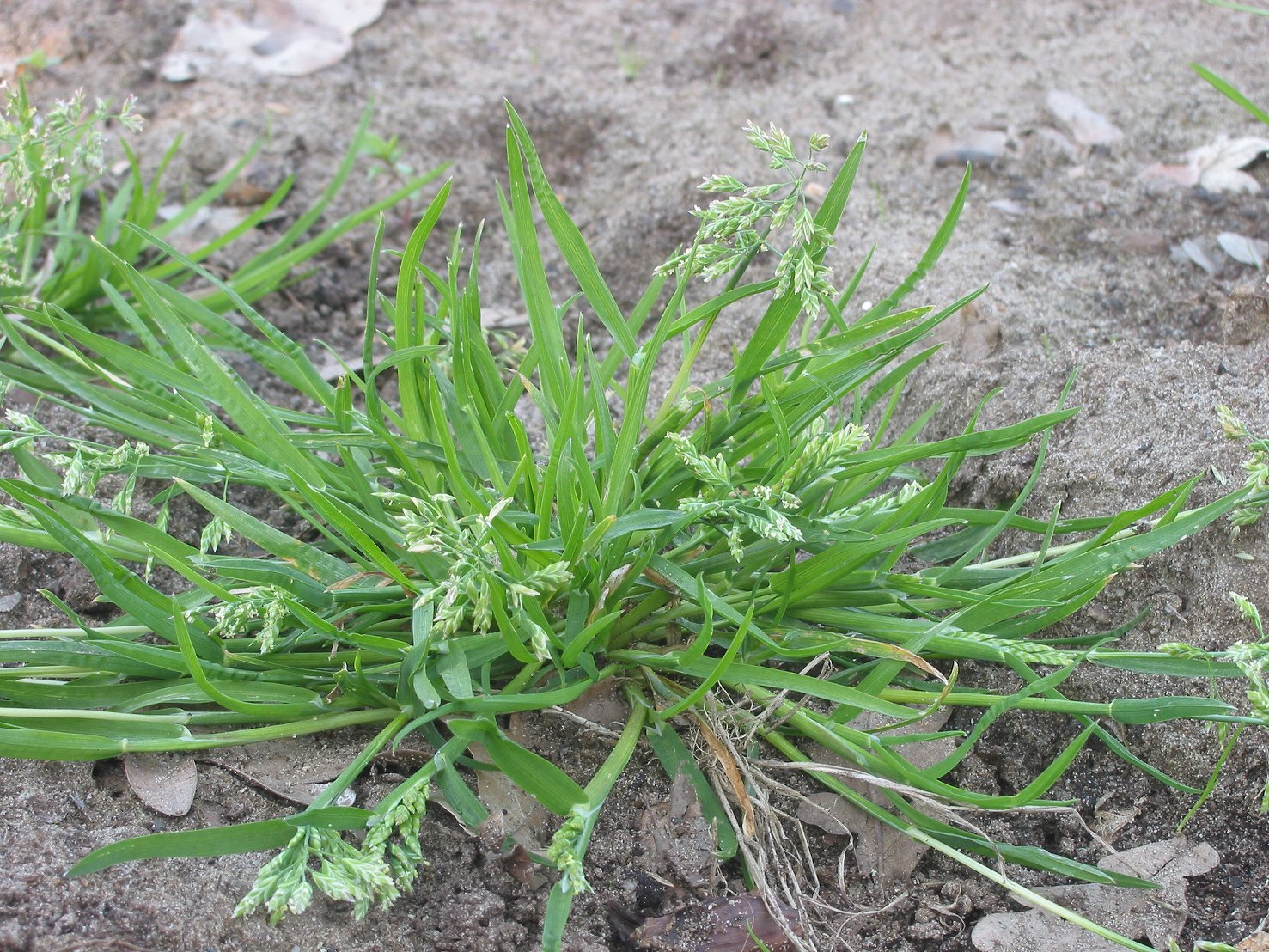
Hàbit
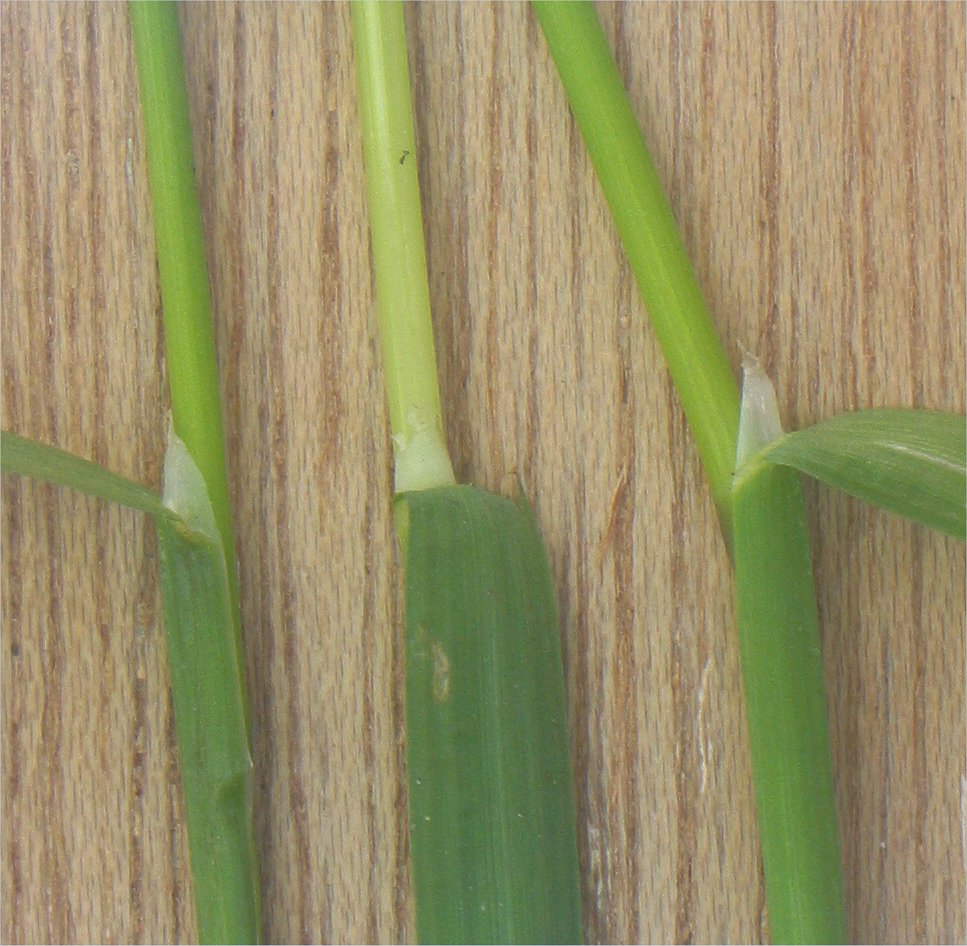
Lígula platejada i punxeguda.
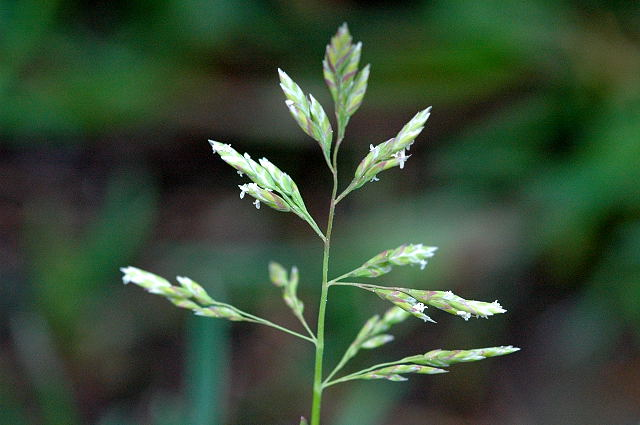
Panícula oberta i triangular
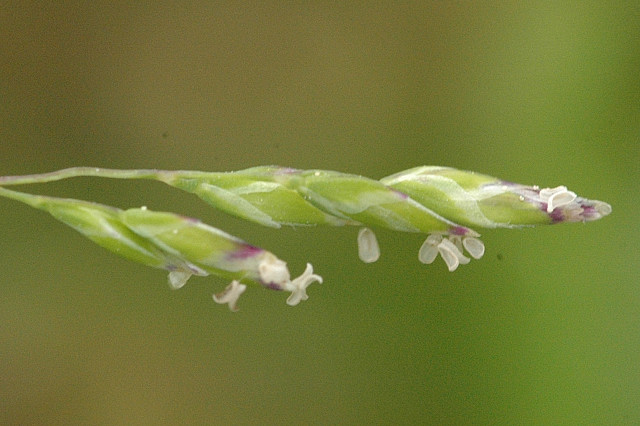